# 惠靈鎮區 (伊利諾伊州庫克縣)
惠靈鎮區（英語：Wheeling Township）是位於美國伊利諾伊州庫克縣的一個行政鎮區。

## 地方資料
根據2010年美國人口普查的數據，惠靈鎮區的面積為93.21平方千米，當中陸地面積為92.97平方千米，而水域面積為0.24平方千米。當地共有人口154718人，而人口密度為每平方千米1,659.89人。